# Harveyope glauca
Harveyope glauca is een vlindersoort uit de familie van de prachtvlinders (Riodinidae), onderfamilie Riodininae.
Harveyope glauca werd in 1886 beschreven door Godman & Salvin.